# آنتونی کارتر
آنتونی کارتر (انگلیسی: Anthony Carter؛ زادهٔ ۱۶ ژوئن ۱۹۷۵) بازیکن بسکتبال اهل ایالات متحده آمریکا است. از باشگاه‌هایی که در آن بازی کرده‌است می‌توان به تورنتو رپترز، میامی هیت، نیویورک نیکس، دنور ناگتس، مینه‌سوتا تیمبرولوز، و سن آنتونیو اسپرز اشاره کرد.